# Gonzalo Peralta
Pour les articles homonymes, voir Peralta.
Gonzalo Peralta est un footballeur argentin, né le 17 septembre 1980 à Munro (en) (province de Buenos Aires) et mort le 7 octobre 2016 à Buenos Aires (Argentine) d'une leucémie.